# گلوریا هانیفورد
گلوریا هانیفورد (انگلیسی: Gloria Hunniford؛ زادهٔ ۱۰ آوریل ۱۹۴۰) مجری تلویزیون و رادیو و خواننده اهل بریتانیا است.
او برندهٔ جوایزی همچون افسر نشان امپراتوری بریتانیا شده است.